# James Stinson
James Stinson   (Detroit, 14 de setembre de 1969 - Newnan, 3 de setembre de 2002) va ser un productor musical i artista de música tecno. Amb Gerald Donald va formar el duo afrofuturista Drexciya. També va publicar música sota els àlies Shifted Phases, The Other People Place, Transllusion, Lab Rat XL, Abstract Thought, Elecktroids, LAM, Jack Peoples i Clarence G.

## Discografia

### Com a Drexciya

#### Àlbums d'estudi
- Neptune's Lair (1999), Tresor
- Harnessed the Storm (2002), Tresor
- Grava 4 (2002), Clone

#### Àlbums recopilatoris
- The Quest (1997), Submerge
- Journey of the Deep Sea Dweller I (2011), Clone
- Journey of the Deep Sea Dweller II (2012), Clone
- Journey of the Deep Sea Dweller III (2013), Clone
- Journey of the Deep Sea Dweller IV (2013), Clone

#### EP
- Deep Sea Dweller (1992), Shockwave Records
- Drexciya 2: Bubble Metropolis (1993), Underground Resistance
- Drexciya 3: Molecular Enhancement (1994), Rephlex, Submerge
- Drexciya 4: The Unknown Aquazone (1994), Submerge
- Aquatic Invasion (1994), Underground Resistance
- The Journey Home (1995), Warp
- The Return of Drexciya (1996), Underground Resistance
- Uncharted (1997), Somewhere in Detroit
- Hydro Doorways (2000), Tresor

### Com a The Other People Place
- Lifestyles of the Laptop Café (2001), Warp

### Com a Transllusion
- The Opening of the Cerebral Gate (2001), Supremat
- L.I.F.E. (2002), Rephlex

### Com a Shifted Phases
- The Cosmic Memoirs of the Late Great Rupert J. Rosinthrope (2002), Tresor[5]